# Liste des ponts de Montréal

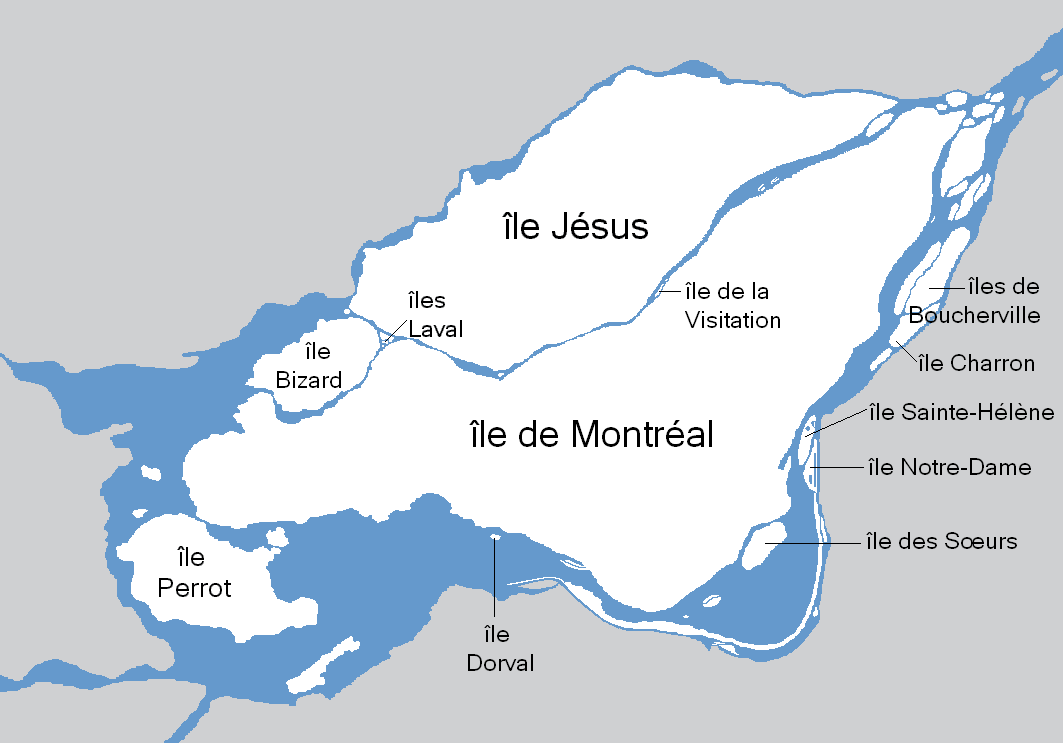
La ville de Montréal ne peut être reliée au continent (en gris) qu'au moyen de ponts.

La ville de Montréal étant située sur une île entourée de trois cours d'eau, on ne peut y accéder par voie terrestre qu'au moyen de ponts. La ville fut fondée en 1642, mais ce n'est pas avant l'année 1847 qu'un accès à la terre permanent voit le jour, lorsque est construit un pont en bois traversant la Rivière des Prairies jusqu'à l'Île Jésus, à l'emplacement de l'actuel pont Viau. Deux autres ponts sont construits peu de temps après ce premier pont : L'actuel pont Lachapelle, à quelques kilomètres à l'ouest, et le Pont des Saints-Anges en 1849, situé à l'est. Ce dernier, qui s'effondra dans les années 1880, n'a jamais été reconstruit. 
Avec l'avènement du chemin de fer, Montréal se dote d'un lien permanent avec le continent; en 1854, plusieurs ponts ferroviaires sont construits à Sainte-Anne-de-Bellevue, traversant deux canaux de la rivière des Outaouais, reliant l'île de Montréal à l'Ontario et à la péninsule Vaudreuil-Soulanges par l'Île Perrot. En 1860, Montréal construit sa première voie vers la Rive-Sud avec la construction du pont Victoria qui était, au moment de son ouverture, le plus long pont au monde. La construction de voies sur la Rive-Nord, tributaire de la construction du chemin de fer, prirent plus de temps, la compagnie Canadien Pacifique ouvrant ses lignes vers Saint-Jérôme en 1876.
Les ponts suivants sont présentés dans le sens anti-horaire à partir du sud-ouest de l'île.
| Code couleur des lieux reliés par les ponts                             |
| ----------------------------------------------------------------------- |
| - (M): Côté Montréal - (I): Île traversée - (O): Côté opposé à Montréal |

## Sommaire
| Cours d'eau                                    | Ponts | Tunnels | Type de circulation | Type de circulation | Type de circulation | Type de circulation |
| Cours d'eau                                    | Ponts | Tunnels | Routière            | Ferroviaire         | Cycliste            | Métro               |
| ---------------------------------------------- | ----- | ------- | ------------------- | ------------------- | ------------------- | ------------------- |
| Fleuve Saint-Laurent                           | 7     | 2       | 6                   | 2                   | 3                   | 1                   |
| Rivière des Prairies                           | 13    | 1       | 10                  | 3                   | 1                   | 1                   |
| Lac des Deux-Montagnes / Rivière des Outaouais | 4     | 0       | 2                   | 2                   | 1                   | 0                   |

## Liste des ponts

### Ponts traversant lefleuve Saint-Laurent
| Pont                                    | Image                                                                                          | Date de première construction | Date de construction du pont actuel | Lieux reliés                                     | Emprunté par | Origine du nom                                                          | Coordonnées                                                                                     |
| --------------------------------------- | ---------------------------------------------------------------------------------------------- | ----------------------------- | ----------------------------------- | ------------------------------------------------ | --- | ----------------------------------------------------------------------- | ----------------------------------------------------------------------------------------------- |
| Pont ferroviaire Saint-Laurent          |                                                                                                | 1887                          | 1913                                | (M) Quartier de LaSalle                          | Canadian Pacific Railway (CPR) Agence métropolitaine de transport (AMT) Delson-Candiac (Train de banlieue)                 | Fleuve Saint-Laurent                                                    | 45° 25′ 08″ N, 73° 39′ 34″ O                                                                    |
| Pont ferroviaire Saint-Laurent          | (O) Réserve Mohawk de Kahnawake                                                                | 1887                          | 1913                                |                                                  | Canadian Pacific Railway (CPR) Agence métropolitaine de transport (AMT) Delson-Candiac (Train de banlieue)                 | Fleuve Saint-Laurent                                                    | 45° 25′ 08″ N, 73° 39′ 34″ O                                                                    |
| Pont Honoré-Mercier                     |                                                                                                | —                             | 1934, 1963                          | (M) Quartier de LaSalle                          | · Route 138 | Honoré Mercier (1840–1894), Premier ministre du Québec                  | 45° 25′ 00″ N, 73° 39′ 18″ O                                                                    |
| Pont Honoré-Mercier                     | (O) Réserve Mohawk de Kahnawake                                                                | —                             | 1934, 1963                          |                                                  | · Route 138 | Honoré Mercier (1840–1894), Premier ministre du Québec                  | 45° 25′ 00″ N, 73° 39′ 18″ O                                                                    |
| Estacade du pont Champlain              |                                                                                                | —                             | 1964[B]                             | (M) Quartier de Verdun                           | · Route verte 1 et 2 | Samuel de Champlain (1580–1635), fondateur de la ville de Québec        | 45° 27′ 57″ N, 73° 31′ 11″ O                                                                    |
| Estacade du pont Champlain              | (O) Digue de Saint-Laurent                                                                     | —                             | 1964[B]                             |                                                  | · Route verte 1 et 2 | Samuel de Champlain (1580–1635), fondateur de la ville de Québec        | 45° 27′ 57″ N, 73° 31′ 11″ O                                                                    |
| Pont Champlain/Pont Samuel-De Champlain |                                                                                                | 1962                          | 2019                                | (M) Quartier de Verdun                           | · Autoroutes 10, 15, et 20                                                                                                 | Samuel de Champlain (1580–1635), fondateur de la ville de Québec        | 45° 28′ 07″ N, 73° 31′ 15″ O                                                                    |
| Pont Champlain/Pont Samuel-De Champlain | (I) Île des Sœurs (sortie)                                                                     | 1962                          | 2019                                |                                                  | · Autoroutes 10, 15, et 20                                                                                                 | Samuel de Champlain (1580–1635), fondateur de la ville de Québec        | 45° 28′ 07″ N, 73° 31′ 15″ O                                                                    |
| Pont Champlain/Pont Samuel-De Champlain | (O) Brossard                                                                                   | 1962                          | 2019                                |                                                  | · Autoroutes 10, 15, et 20                                                                                                 | Samuel de Champlain (1580–1635), fondateur de la ville de Québec        | 45° 28′ 07″ N, 73° 31′ 15″ O                                                                    |
| Pont Victoria                           |                                                                                                | 1860                          | 1898[D]                             | (M) Quartier Le Sud-Ouest                        | · Route 112 Canadian National Railway (CN) AMT Mont-Saint-Hilaire Train de banlieue Trains de voyageurs VIA Rail et Amtrak | Reine Victoria du Royaume-Uni (1819–1901)                               | 45° 29′ 29″ N, 73° 31′ 46″ O                                                                    |
| Pont Victoria                           | (O) Saint-Lambert                                                                              | 1860                          | 1898[D]                             |                                                  | · Route 112 Canadian National Railway (CN) AMT Mont-Saint-Hilaire Train de banlieue Trains de voyageurs VIA Rail et Amtrak | Reine Victoria du Royaume-Uni (1819–1901)                               | 45° 29′ 29″ N, 73° 31′ 46″ O                                                                    |
| Pont de la Concorde                     |                                                                                                | —                             | 1965[E]                             | (M) Quartier de Ville-Marie                      | Avenue Pierre-Dupuy et · Route verte 1 et 2                                                                                | Référence à la devise de Montréal, Concordia salus                      | 45° 30′ 22″ N, 73° 32′ 17″ O (Pont de la Concorde) 45° 30′ 28″ N, 73° 31′ 49″ O (Pont des Îles) |
| Pont de la Concorde                     | (O) Île Sainte-Hélène et Île Notre-Dame (Parc Jean-Drapeau), Quartier de Ville-Marie, Montréal | —                             | 1965[E]                             |                                                  | Avenue Pierre-Dupuy et · Route verte 1 et 2                                                                                | Référence à la devise de Montréal, Concordia salus                      | 45° 30′ 22″ N, 73° 32′ 17″ O (Pont de la Concorde) 45° 30′ 28″ N, 73° 31′ 49″ O (Pont des Îles) |
| Ligne jaune (métro de Montréal)         |                                                                                                | —                             | 1966                                | (M) Quartier de Ville-Marie (station Berri-UQAM) | Ligne jaune | —                                                                       | 45° 30′ N, 73° 32′ O                                                                            |
| Ligne jaune (métro de Montréal)         | (I) Île Sainte-Hélène (Station Jean-Drapeau) et Île Notre-Dame                                 | —                             | 1966                                |                                                  | Ligne jaune | —                                                                       | 45° 30′ N, 73° 32′ O                                                                            |
| Ligne jaune (métro de Montréal)         | (O) Longueuil, Quartier du Vieux-Longueuil (Station Longueuil–Université-de-Sherbrooke)        | —                             | 1966                                |                                                  | Ligne jaune | —                                                                       | 45° 30′ N, 73° 32′ O                                                                            |
| Pont Jacques-Cartier                    |                                                                                                | —                             | 1930                                | (M) Quartier de Ville-Marie                      | · Route 134 Piétons et cyclistes                                                                                           | Jacques Cartier (1491–1557), explorateur français                       | 45° 31′ 17″ N, 73° 32′ 28″ O                                                                    |
| Pont Jacques-Cartier                    | (I) Île Sainte-Hélène (sortie) et Île Notre-Dame                                               | —                             | 1930                                |                                                  | · Route 134 Piétons et cyclistes                                                                                           | Jacques Cartier (1491–1557), explorateur français                       | 45° 31′ 17″ N, 73° 32′ 28″ O                                                                    |
| Pont Jacques-Cartier                    | (O) Longueuil, Quartier de Vieux-Longueuil                                                     | —                             | 1930                                |                                                  | · Route 134 Piétons et cyclistes                                                                                           | Jacques Cartier (1491–1557), explorateur français                       | 45° 31′ 17″ N, 73° 32′ 28″ O                                                                    |
| Pont-tunnel Louis-Hippolyte-La Fontaine |                                                                                                | —                             | 1967                                | (M) Quartier de Mercier–Hochelaga-Maisonneuve    | · Autoroute 25/Route Transcanadienne                                                                                       | Louis-Hippolyte La Fontaine (1807–1864), Premier ministre du Canada-Uni | 45° 35′ 00″ N, 73° 29′ 51″ O                                                                    |
| Pont-tunnel Louis-Hippolyte-La Fontaine | (I) Île Charron (Îles de Boucherville) (sortie)                                                | —                             | 1967                                |                                                  | · Autoroute 25/Route Transcanadienne                                                                                       | Louis-Hippolyte La Fontaine (1807–1864), Premier ministre du Canada-Uni | 45° 35′ 00″ N, 73° 29′ 51″ O                                                                    |
| Pont-tunnel Louis-Hippolyte-La Fontaine | (O) Longueuil, Quartier de Vieux-Longueuil                                                     | —                             | 1967                                |                                                  | · Autoroute 25/Route Transcanadienne                                                                                       | Louis-Hippolyte La Fontaine (1807–1864), Premier ministre du Canada-Uni | 45° 35′ 00″ N, 73° 29′ 51″ O                                                                    |

### Ponts traversant larivière des Prairies
| Pont                                               | Image                                                                | Date de première construction | Date de construction du pont actuel | Lieux reliés                                                              | Emprunté par                                                                                                  | Origine du nom | Coordonnées                  |
| -------------------------------------------------- | -------------------------------------------------------------------- | ----------------------------- | ----------------------------------- | ------------------------------------------------------------------------- | --- | --- | ---------------------------- |
| Pont Le Gardeur                                    |                                                                      | —                             | 1939 (élargi en 1975)               | (M) Quartier de Pointe-aux-Trembles                                       | & · Route 138 (Rue Notre-Dame) et Route verte 5                                                               | Pierre Le Gardeur (1605–1648), Noble français | 45° 42′ 13″ N, 73° 29′ 01″ O |
| Pont Le Gardeur                                    | (I) Île Bourdon                                                      | —                             | 1939 (élargi en 1975)               |                                                                           | & · Route 138 (Rue Notre-Dame) et Route verte 5                                                               | Pierre Le Gardeur (1605–1648), Noble français | 45° 42′ 13″ N, 73° 29′ 01″ O |
| Pont Le Gardeur                                    | (O) Repentigny                                                       | —                             | 1939 (élargi en 1975)               |                                                                           | & · Route 138 (Rue Notre-Dame) et Route verte 5                                                               | Pierre Le Gardeur (1605–1648), Noble français | 45° 42′ 13″ N, 73° 29′ 01″ O |
| Pont ferroviaire Laurier                           |                                                                      | —                             | 1904                                | (M) Quartier de Pointe-aux-Trembles                                       | CN VIA Rail AMT Train de banlieue Ligne de Mascouche                                                          | Sir Wilfrid Laurier (1841–1919), Premier ministre du Canada | 45° 42′ 10″ N, 73° 29′ 08″ O |
| Pont ferroviaire Laurier                           | (I) Île Bourdon                                                      | —                             | 1904                                |                                                                           | CN VIA Rail AMT Train de banlieue Ligne de Mascouche                                                          | Sir Wilfrid Laurier (1841–1919), Premier ministre du Canada | 45° 42′ 10″ N, 73° 29′ 08″ O |
| Pont ferroviaire Laurier                           | (O) Charlemagne                                                      | —                             | 1904                                |                                                                           | CN VIA Rail AMT Train de banlieue Ligne de Mascouche                                                          | Sir Wilfrid Laurier (1841–1919), Premier ministre du Canada | 45° 42′ 10″ N, 73° 29′ 08″ O |
| Pont Charles-De Gaulle                             |                                                                      | —                             | 1965                                | (M) Quartier de Pointe-aux-Trembles                                       | Autoroute 40 (Autoroute Félix-Leclerc)                                                                        | Charles de Gaulle (1890–1970), Président de la France | 45° 42′ 07″ N, 73° 30′ 32″ O |
| Pont Charles-De Gaulle                             | (O) Terrebonne (secteur Lachenaie)                                   | —                             | 1965                                |                                                                           | Autoroute 40 (Autoroute Félix-Leclerc)                                                                        | Charles de Gaulle (1890–1970), Président de la France | 45° 42′ 07″ N, 73° 30′ 32″ O |
| Pont Olivier-Charbonneau                           |                                                                      | —                             | 2011                                | (M) Quartier de Rivière-des-Prairies                                      | Autoroute 25 Piétons et cyclistes                                                                             | Olivier Charbonneau (1613–1687), pionnier de la région | 45° 38′ 16″ N, 73° 37′ 14″ O |
| Pont Olivier-Charbonneau                           | (O) Laval (Saint-François)                                           | —                             | 2011                                |                                                                           | Autoroute 25 Piétons et cyclistes                                                                             | Olivier Charbonneau (1613–1687), pionnier de la région | 45° 38′ 16″ N, 73° 37′ 14″ O |
| Pont Pie-IX                                        |                                                                      | 1937                          | 1967                                | (M) Quartier de Montréal-Nord                                             | Route 125 (Boulevard Pie-IX) Piétons et cyclistes                                                             | Pape Pie IX (1792–1878) | 45° 35′ 57″ N, 73° 38′ 49″ O |
| Pont Pie-IX                                        | (O) Laval (Saint-Vincent-de-Paul)                                    | 1937                          | 1967                                |                                                                           | Route 125 (Boulevard Pie-IX) Piétons et cyclistes                                                             | Pape Pie IX (1792–1878) | 45° 35′ 57″ N, 73° 38′ 49″ O |
| Centrale de la Rivière-des-Prairies                |                                                                      | —                             | 1930                                | (M) Arrondissement d’Ahuntsic-Cartierville                                | Hydro-Québec                                                                                                  | Rivière des Prairies | 45° 35′ 17″ N, 73° 39′ 21″ O |
| Centrale de la Rivière-des-Prairies                | (I) Île de la Visitation et Île du Cheval de Terre                   | —                             | 1930                                |                                                                           | Hydro-Québec                                                                                                  | Rivière des Prairies | 45° 35′ 17″ N, 73° 39′ 21″ O |
| Centrale de la Rivière-des-Prairies                | (O) Laval (Duvernay)                                                 | —                             | 1930                                |                                                                           | Hydro-Québec                                                                                                  | Rivière des Prairies | 45° 35′ 17″ N, 73° 39′ 21″ O |
| Pont Papineau-Leblanc                              |                                                                      | —                             | 1969                                | (M) Arrondissement d’Ahuntsic-Cartierville                                | Autoroute 19 (Autoroute Papineau)                                                                             | Louis-Joseph Papineau (1786–1871), chef du Parti patriote Alpha Leblanc (1908–1962), propriétaire terrien et pionnier                                                         | 45° 34′ 34″ N, 73° 40′ 01″ O |
| Pont Papineau-Leblanc                              | (I) Île de la Visitation                                             | —                             | 1969                                |                                                                           | Autoroute 19 (Autoroute Papineau)                                                                             | Louis-Joseph Papineau (1786–1871), chef du Parti patriote Alpha Leblanc (1908–1962), propriétaire terrien et pionnier                                                         | 45° 34′ 34″ N, 73° 40′ 01″ O |
| Pont Papineau-Leblanc                              | (O) Laval (Duvernay)                                                 | —                             | 1969                                |                                                                           | Autoroute 19 (Autoroute Papineau)                                                                             | Louis-Joseph Papineau (1786–1871), chef du Parti patriote Alpha Leblanc (1908–1962), propriétaire terrien et pionnier                                                         | 45° 34′ 34″ N, 73° 40′ 01″ O |
| Pont Viau                                          | A concrete arch bridge.                                              | 1847                          | 1962 (élargi en 1993)               | (M) Arrondissement d'Ahuntsic-Cartierville                                | · Route 335 Piétons et cyclistes                                                                              | Ahuntsic, jeune Huron mort en 1625. L'origine de Viau est incertaine. | 45° 33′ 26″ N, 73° 40′ 32″ O |
| Pont Viau                                          | A concrete arch bridge.                                              | 1847                          | 1962 (élargi en 1993)               | (O) Laval (Pont-Viau)                                                     | · Route 335 Piétons et cyclistes                                                                              | Ahuntsic, jeune Huron mort en 1625. L'origine de Viau est incertaine. | 45° 33′ 26″ N, 73° 40′ 32″ O |
| Ligne orange du métro de Montréal                  |                                                                      | —                             | 2007                                | (M) Arrondissement d'Ahuntsic-Cartierville (Station Henri-Bourassa)       | Ligne 2 orange                                                                                                | — | 45° 33′ N, 73° 40′ O         |
| Ligne orange du métro de Montréal                  | (O) Laval (Station Cartier)                                          | —                             | 2007                                |                                                                           | Ligne 2 orange                                                                                                | — | 45° 33′ N, 73° 40′ O         |
| Pont ferroviaire Bordeaux (ou pont de l'île Perry) |                                                                      | —                             | 1876                                | (M) Arrondissement d'Ahuntsic-Cartierville                                | CPR · AMT Train de banlieue Blainville-Saint-Jerome · Chemins de Fer Québec-Gatineau · & · Route verte 1 et 2 | Bordeaux, ancienne ville | 45° 32′ 53″ N, 73° 41′ 58″ O |
| Pont ferroviaire Bordeaux (ou pont de l'île Perry) | (I) Île Perry                                                        | —                             | 1876                                |                                                                           | CPR · AMT Train de banlieue Blainville-Saint-Jerome · Chemins de Fer Québec-Gatineau · & · Route verte 1 et 2 | Bordeaux, ancienne ville | 45° 32′ 53″ N, 73° 41′ 58″ O |
| Pont ferroviaire Bordeaux (ou pont de l'île Perry) | (O) Laval (Laval-des-Rapides)                                        | —                             | 1876                                |                                                                           | CPR · AMT Train de banlieue Blainville-Saint-Jerome · Chemins de Fer Québec-Gatineau · & · Route verte 1 et 2 | Bordeaux, ancienne ville | 45° 32′ 53″ N, 73° 41′ 58″ O |
| Pont Médéric-Martin                                |                                                                      | —                             | 1958 (élargi en 1991)               | (M) Arrondissement d'Ahuntsic-Cartierville                                | · Autoroute 15/Route Transcanadienne (Autoroute des Laurentides)                                              | Médéric Martin (1869–1946), Maire de Montréal | 45° 32′ 25″ N, 73° 42′ 45″ O |
| Pont Médéric-Martin                                | (O) Laval (Laval-des-Rapides)                                        | —                             | 1958 (élargi en 1991)               |                                                                           | · Autoroute 15/Route Transcanadienne (Autoroute des Laurentides)                                              | Médéric Martin (1869–1946), Maire de Montréal | 45° 32′ 25″ N, 73° 42′ 45″ O |
| Pont Lachapelle                                    |                                                                      | 1836                          | 1930, 1975                          | (M) Arrondissement d'Ahuntsic-Cartierville                                | · Route 117 Piétons et cyclistes                                                                              | Pascal Persillier-Lachapelle, entrepreneur, architecte du premier pont. Le Cartierville viens de son quartier qui est Cartierville. Ce nom provient de George-Étienne Cartier | 45° 31′ 59″ N, 73° 43′ 43″ O |
| Pont Lachapelle                                    | (O) Laval (Chomedey)                                                 | 1836                          | 1930, 1975                          |                                                                           | · Route 117 Piétons et cyclistes                                                                              | Pascal Persillier-Lachapelle, entrepreneur, architecte du premier pont. Le Cartierville viens de son quartier qui est Cartierville. Ce nom provient de George-Étienne Cartier | 45° 31′ 59″ N, 73° 43′ 43″ O |
| Pont Louis-Bisson                                  |                                                                      | —                             | 1975                                | (M) Arrondissement de Pierrefonds-Roxboro                                 | · Autoroute Chomedey (13)                                                                                     | Louis Bisson (1909–1997), aviateur canadien | 45° 30′ 42″ N, 73° 45′ 54″ O |
| Pont Louis-Bisson                                  | (O) Laval (Chomedey / Sainte-Dorothée)                               | —                             | 1975                                |                                                                           | · Autoroute Chomedey (13)                                                                                     | Louis Bisson (1909–1997), aviateur canadien | 45° 30′ 42″ N, 73° 45′ 54″ O |
| Pont ferroviaire de l'île Bigras                   |                                                                      | —                             | 1882                                | (M) Arrondissement de Pierrefonds-Roxboro                                 | CN (emprunté principalement par le train de banlieue de la Ligne de Deux-Montagnes)                           | (Pas de nom officiel) | 45° 30′ 59″ N, 73° 50′ 52″ O |
| Pont ferroviaire de l'île Bigras                   | (I) (Île Bigras) Gare Île-Bigras, station de train de banlieue       | —                             | 1882                                |                                                                           | CN (emprunté principalement par le train de banlieue de la Ligne de Deux-Montagnes)                           | (Pas de nom officiel) | 45° 30′ 59″ N, 73° 50′ 52″ O |
| Pont ferroviaire de l'île Bigras                   | (O) Laval (Sainte-Dorothée)                                          | —                             | 1882                                |                                                                           | CN (emprunté principalement par le train de banlieue de la Ligne de Deux-Montagnes)                           | (Pas de nom officiel) | 45° 30′ 59″ N, 73° 50′ 52″ O |
| Pont Jacques-Bizard                                |                                                                      | 1893                          | 1966                                | (M) Sainte-Geneviève, Montréal, Quartier de L'Île-Bizard–Sainte-Geneviève | Boulevard Jacques Bizard Piétons et cyclistes                                                                 | Jacques Bizard (1642–1692), seigneur de l'île Bizard | 45° 29′ 15″ N, 73° 52′ 05″ O |
| Pont Jacques-Bizard                                | (O) Île Bizard (Montréal, Quartier de L'Île-Bizard–Sainte-Geneviève) | 1893                          | 1966                                |                                                                           | Boulevard Jacques Bizard Piétons et cyclistes                                                                 | Jacques Bizard (1642–1692), seigneur de l'île Bizard | 45° 29′ 15″ N, 73° 52′ 05″ O |

### Ponts traversant leLac des Deux-Montagneset laRivière des Outaouais
| Pont                       | Image                | Date de première construction | Date de construction du pont actuel | Lieux reliés                | Emprunté par                                                                                           | Origine du nom                                                 | Coordonnées                  |
| -------------------------- | -------------------- | ----------------------------- | ----------------------------------- | --------------------------- | --- | -------------------------------------------------------------- | ---------------------------- |
| Pont de l'Île-aux-Tourtes  |                      | —                             | 1966                                | (M) Senneville              | · Autoroute 40/Route Transcanadienne                                                                   | Île-aux-Tourtes                                                | 45° 25′ 13″ N, 73° 59′ 07″ O |
| Pont de l'Île-aux-Tourtes  | (I) Île-aux-Tourtes  | —                             | 1966                                |                             | · Autoroute 40/Route Transcanadienne                                                                   | Île-aux-Tourtes                                                | 45° 25′ 13″ N, 73° 59′ 07″ O |
| Pont de l'Île-aux-Tourtes  | (O) Vaudreuil-Dorion | —                             | 1966                                |                             | · Autoroute 40/Route Transcanadienne                                                                   | Île-aux-Tourtes                                                | 45° 25′ 13″ N, 73° 59′ 07″ O |
| Pont du Canadien Pacifique |                      | —                             | 1893                                | (M) Sainte-Anne-de-Bellevue | Voies ferrées du Canadien Pacifique, empruntées par la ligne Vaudreuil–Hudson                          | (pas de nom officiel)                                          | 45° 24′ 12″ N, 73° 57′ 24″ O |
| Pont du Canadien Pacifique | (I) Île Bellevue     | —                             | 1893                                |                             | Voies ferrées du Canadien Pacifique, empruntées par la ligne Vaudreuil–Hudson                          | (pas de nom officiel)                                          | 45° 24′ 12″ N, 73° 57′ 24″ O |
| Pont du Canadien Pacifique | (O) Île Perrot       | —                             | 1893                                |                             | Voies ferrées du Canadien Pacifique, empruntées par la ligne Vaudreuil–Hudson                          | (pas de nom officiel)                                          | 45° 24′ 12″ N, 73° 57′ 24″ O |
| Pont du Canadien National  |                      | —                             | 1854                                | (M) Sainte-Anne-de-Bellevue | Voies ferrées du Canadien National, empruntées par les lignes Via Rail à destination de Ottawa/Toronto | (pas de nom officiel)                                          | 45° 24′ 12″ N, 73° 57′ 24″ O |
| Pont du Canadien National  | (I) Île Bellevue     | —                             | 1854                                |                             | Voies ferrées du Canadien National, empruntées par les lignes Via Rail à destination de Ottawa/Toronto | (pas de nom officiel)                                          | 45° 24′ 12″ N, 73° 57′ 24″ O |
| Pont du Canadien National  | (O) Île Perrot       | —                             | 1854                                |                             | Voies ferrées du Canadien National, empruntées par les lignes Via Rail à destination de Ottawa/Toronto | (pas de nom officiel)                                          | 45° 24′ 12″ N, 73° 57′ 24″ O |
| Pont Galipeault            |                      | 1925                          | 1991, 2009                          | (M) Sainte-Anne-de-Bellevue | & · Autoroute 20 et Route verte 5                                                                      | Antonin Galipeault, homme politique, avocat et juge québécois. | 45° 24′ 10″ N, 73° 57′ 21″ O |
| Pont Galipeault            | (I) Île Bellevue     | 1925                          | 1991, 2009                          |                             | & · Autoroute 20 et Route verte 5                                                                      | Antonin Galipeault, homme politique, avocat et juge québécois. | 45° 24′ 10″ N, 73° 57′ 21″ O |
| Pont Galipeault            | (O) Île Perrot       | 1925                          | 1991, 2009                          |                             | & · Autoroute 20 et Route verte 5                                                                      | Antonin Galipeault, homme politique, avocat et juge québécois. | 45° 24′ 10″ N, 73° 57′ 21″ O |